# Tectaria brauniana
Tectaria brauniana là một loài thực vật có mạch trong họ Dryopteridaceae. Loài này được (H. Karst.) C. Chr. miêu tả khoa học đầu tiên năm 1934.